# Elitserien (Eishockey) 2005/06
Die Elitserien-Saison 2005/06 war die 31. Spielzeit der schwedischen Elitserien. Die Vorrunde wurde vom 26. September 2005 bis 6. März 2006 ausgespielt, die Play-offs begannen am 10. März und endeten mit dem letzten Finalspiel am 18. April. Schwedischer Meister 2005/06 wurde Färjestad BK, in der Kvalserien, einer Relegationsrunde zwischen den besten vier Teams der zweitklassigen HockeyAllsvenskan und den beiden Letztplatzierten der Elitserien, belegten die Malmö Redhawks und Skellefteå AIK die ersten beiden Plätze und spielten somit in der folgenden Saison in der höchsten Liga. Die beiden Teilnehmer der Elitserien, Södertälje SK und Leksands IF stiegen hingegen in die Allsvenskan ab.

## Reguläre Saison

### Modus
Die zwölf Mannschaften der Elitserien traten in zunächst in 50 Saisonspielen gegeneinander an, die ersten acht Teams der Vorrunde traten in den Play-offs gegeneinander an, für die Mannschaften auf den Plätzen 9 und 10 war die Saison beendet, die beiden Letztplatzierten mussten in der Kvalserien antreten.
Ein Sieg in der regulären Spielzeit brachte einer Mannschaft drei Punkte. Bei Torgleichheit nach der regulären Spielzeit wurde eine Verlängerung ausgetragen, in der der Sieger zwei Punkte, der Verlierer hingegen einen Punkt erhielt. Bei einem Unentschieden nach der Verlängerung erhielt jedes Team einen Punkt. Für eine Niederlage in regulären Spielzeit gab es keine Punkte.

### Gruppen
Die Vereine waren während der Vorrunde in drei regionale Gruppen eingeteilt, wobei die Teams aus den jeweiligen „Derbygruppen“ mehr Spiele gegeneinander bestritten als gegen Mannschaften aus den anderen Gruppen.
| Norra gruppen Gruppe Nord               | Mellangruppen Gruppe Mitte                      | Södra gruppen Gruppe Süd                     |
| Brynäs IF Luleå HF MoDo Hockey Timrå IK | Djurgårdens IF Färjestad BK Mora IK Leksands IF | Frölunda HC HV71 Linköpings HC Södertälje SK |

### Abschlusstabelle
|     | Klub           | Sp | S  | U  | N  | OTN | Tore    | Punkte |
| --- | -------------- | -- | -- | -- | -- | --- | ------- | ------ |
| 1.  | HV71           | 50 | 29 | 7  | 10 | 4   | 164:107 | 102    |
| 2.  | Frölunda HC    | 50 | 28 | 12 | 8  | 2   | 169:130 | 96     |
| 3.  | Linköpings HC  | 50 | 25 | 6  | 14 | 5   | 150:117 | 92     |
| 4.  | Färjestad BK   | 50 | 23 | 12 | 11 | 4   | 134:116 | 84     |
| 5.  | Luleå HF       | 50 | 22 | 11 | 12 | 5   | 147:124 | 83     |
| 6.  | MODO Hockey    | 50 | 24 | 16 | 9  | 1   | 129:107 | 81     |
| 7.  | Brynäs IF      | 50 | 16 | 14 | 15 | 5   | 114:129 | 67     |
| 8.  | Mora IK        | 50 | 17 | 20 | 11 | 2   | 123:135 | 66     |
| 9.  | Timrå IK       | 50 | 16 | 21 | 10 | 3   | 104:128 | 59     |
| 10. | Djurgårdens IF | 50 | 13 | 21 | 13 | 3   | 124:160 | 58     |
| 11. | Södertälje SK  | 50 | 11 | 25 | 10 | 4   | 110:161 | 44     |
| 12. | Leksands IF    | 50 | 9  | 28 | 11 | 2   | 96:150  | 41     |

Sp = Spiele, S = Siege, U = Unentschieden, N = Niederlagen, ON = Overtime-Niederlagen, P = Punkte 

### Topscorer
Abkürzungen: T = Tore, A = Assists, P = Punkte
|    | Spieler          | P  | T  | A  |
| -- | ---------------- | -- | -- | -- |
| 1. | Andreas Karlsson | 55 | 26 | 29 |
| 2. | Tomi Kallio      | 51 | 26 | 25 |
| 3. | Niklas Andersson | 51 | 13 | 38 |
| 4. | Fredrik Bremberg | 49 | 14 | 35 |
| 5. | Tony Mårtensson  | 46 | 16 | 30 |

### Torjäger
|    | Spieler          | T  |
| -- | ---------------- | -- |
| 1. | Andreas Karlsson | 26 |
|    | Tomi Kallio      | 26 |
| 3. | Jonas Johnson    | 20 |
| 4. | Jonas Nordqvist  | 19 |
|    | Jesper Mattson   | 19 |
|    | Kalle Kerman     | 19 |
|    | Miloslav Hořava  | 19 |

## Play-offs
Die Play-offs wurden im Modus „Best-of-Seven“ ausgetragen.

### Turnierbaum
| Viertelfinale | Viertelfinale | Viertelfinale |    |               | Halbfinale | Halbfinale | Halbfinale |  |  | Finale | Finale | Finale |
|               |               |               |    |               |            |            |            |  |  |        |        |        |
| 1.            | HV71          | 4             |    |               |            |            |            |  |  |        |        |        |
| 8.            | Mora IK       | 1             |    |               |            |            |            |  |  |        |        |        |
| 8.            | Mora IK       | 1             | 1. | HV71          | 3          |            |            |  |  |        |        |        |
|               |               |               | 1. | HV71          | 3          |            |            |  |  |        |        |        |
|               | 4.            | Färjestad BK  | 4  |               |            |            |            |  |  |        |        |        |
| 4.            | 4.            | Färjestad BK  | 4  | Färjestad BK  | 4          |            |            |  |  |        |        |        |
| 4.            |               |               |    | Färjestad BK  | 4          |            |            |  |  |        |        |        |
| 6.            | MoDo Hockey   | 1             |    |               |            |            |            |  |  |        |        |        |
| 6.            | MoDo Hockey   | 1             | 2. | Frölunda HC   | 2          |            |            |  |  |        |        |        |
|               |               |               |    | Frölunda HC   | 2          |            |            |  |  |        |        |        |
|               | 4.            | Färjestad BK  | 4  |               |            |            |            |  |  |        |        |        |
| 2.            | 4.            | Färjestad BK  | 4  | Frölunda HC   | 4          |            |            |  |  |        |        |        |
| 2.            |               |               |    | Frölunda HC   | 4          |            |            |  |  |        |        |        |
| 7.            | Brynäs IF     | 0             |    |               |            |            |            |  |  |        |        |        |
| 7.            | Brynäs IF     | 0             | 2. | Frölunda HC   | 4          |            |            |  |  |        |        |        |
|               |               |               | 2. | Frölunda HC   | 4          |            |            |  |  |        |        |        |
|               | 3.            | Linköpings HC | 3  |               |            |            |            |  |  |        |        |        |
| 3.            | 3.            | Linköpings HC | 3  | Linköpings HC | 4          |            |            |  |  |        |        |        |
| 3.            |               |               |    | Linköpings HC | 4          |            |            |  |  |        |        |        |
| 5.            | Luleå HF      | 2             |    |               |            |            |            |  |  |        |        |        |

### Viertelfinale
| HV71 – Mora IK                  | HV71 – Mora IK | HV71 – Mora IK | HV71 – Mora IK |
| ------------------------------- | -------------- | -------------- | -------------- |
| 10. März                        | Mora IK        | HV71           | 2–3 n. V.      |
| 12. März                        | HV71           | Mora IK        | 3–2 n. V.      |
| 14. März                        | Mora IK        | HV71           | 7–1            |
| 16. März                        | HV71           | Mora IK        | 5–1            |
| 18. März                        | HV71           | Mora IK        | 6–1            |
| HV71 gewinnt die Runde mit 4:1. |                |                |                |

| Frölunda HC – Brynäs IF                | Frölunda HC – Brynäs IF | Frölunda HC – Brynäs IF | Frölunda HC – Brynäs IF |
| -------------------------------------- | ----------------------- | ----------------------- | ----------------------- |
| 10. März                               | Brynäs IF               | Frölunda HC             | 1–4                     |
| 12. März                               | Frölunda HC             | Brynäs IF               | 2–1 n. V.               |
| 14. März                               | Brynäs IF               | Frölunda HC             | 3–6                     |
| 16. März                               | HV71                    | Brynäs IF               | 4–1                     |
| Frölunda HC gewinnt die Runde mit 4:0. |                         |                         |                         |

| Linköpings HC – Luleå HF                 | Linköpings HC – Luleå HF | Linköpings HC – Luleå HF | Linköpings HC – Luleå HF |
| ---------------------------------------- | ------------------------ | ------------------------ | ------------------------ |
| 11. März                                 | Luleå HF                 | Linköpings HC            | 4–3 n. V.                |
| 13. März                                 | Linköpings HC            | Luleå HF                 | 3–1                      |
| 15. März                                 | Luleå HF                 | Linköpings HC            | 0–4                      |
| 17. März                                 | Linköpings HC            | Luleå HF                 | 2–5                      |
| 19. März                                 | Linköpings HC            | Luleå HF                 | 3–1                      |
| 21. März                                 | Luleå HF                 | Linköpings HC            | 2–7                      |
| Linköpings HC gewinnt die Runde mit 4:2. |                          |                          |                          |

| Färjestad BK – MoDo Hockey              | Färjestad BK – MoDo Hockey | Färjestad BK – MoDo Hockey | Färjestad BK – MoDo Hockey |
| --------------------------------------- | -------------------------- | -------------------------- | -------------------------- |
| 11. März                                | MoDo Hockey                | Färjestad BK               | 3–6                        |
| 13. März                                | Färjestad BK               | MoDo Hockey                | 7–0                        |
| 15. März                                | MoDo Hockey                | Färjestad BK               | 3–0                        |
| 17. März                                | Färjestad BK               | MoDo Hockey                | 4–1                        |
| 19. März                                | Färjestad BK               | MoDo Hockey                | 4–0                        |
| Färjestad BK gewinnt die Runde mit 4:1. |                            |                            |                            |

### Halbfinale
| HV71 – Färjestad BK                     | HV71 – Färjestad BK | HV71 – Färjestad BK | HV71 – Färjestad BK |
| --------------------------------------- | ------------------- | ------------------- | ------------------- |
| 25. März                                | Färjestad BK        | HV71                | 5–0                 |
| 27. März                                | HV71                | Färjestad BK        | 3–2                 |
| 29. März                                | Färjestad BK        | HV71                | 3–5                 |
| 31. März                                | HV71                | Färjestad BK        | 0–4                 |
| 2. April                                | HV71                | Färjestad BK        | 7–5                 |
| 4. April                                | Färjestad BK        | HV71                | 6–1                 |
| 6. April                                | HV71                | Färjestad BK        | 3–4                 |
| Färjestad BK gewinnt die Runde mit 4:3. |                     |                     |                     |

| Frölunda HC – Linköpings HC            | Frölunda HC – Linköpings HC | Frölunda HC – Linköpings HC | Frölunda HC – Linköpings HC |
| -------------------------------------- | --------------------------- | --------------------------- | --------------------------- |
| 25. März                               | Frölunda HC                 | Linköpings HC               | 3–2                         |
| 27. März                               | Linköpings HC               | Frölunda HC                 | 5–0                         |
| 29. März                               | Frölunda HC                 | Linköpings HC               | 1–2                         |
| 31. März                               | Linköpings HC               | Frölunda HC                 | 4–3 n. V.                   |
| 2. April                               | Frölunda HC                 | Linköpings HC               | 3–1                         |
| 4. April                               | Linköpings HC               | Frölunda HC                 | 1–4                         |
| 6. April                               | Frölunda HC                 | Linköpings HC               | 2–0                         |
| MoDo Hockey gewinnt die Runde mit 4:3. |                             |                             |                             |

### Finale
| Frölunda HC – Färjestad BK                      | Frölunda HC – Färjestad BK | Frölunda HC – Färjestad BK | Frölunda HC – Färjestad BK |
| ----------------------------------------------- | -------------------------- | -------------------------- | -------------------------- |
| 4. April                                        | Färjestad BK               | Frölunda HC                | 7–4                        |
| 6. April                                        | Frölunda HC                | Färjestad BK               | 6–1                        |
| 8. April                                        | Färjestad BK               | Frölunda HC                | 2–1                        |
| 10. April                                       | Frölunda HC                | Färjestad BK               | 2–1 n. V.                  |
| 12. April                                       | Frölunda HC                | Färjestad BK               | 3–5                        |
| 14. April                                       | Färjestad BK               | Frölunda HC                | 5–3                        |
| Färjestad BK gewinnt die Meisterschaft mit 4:2. |                            |                            |                            |

### Schwedischer Meister
| Schwedischer Meister Färjestad BK | Torhüter: Christopher Heino-Lindberg, Daniel Henriksson Verteidiger: Rami Alanko, Fredrik Eriksson, Stefan Erkgärds, Jonas Frögren, Per Hållberg, Radek Hamr, Robin Jonsson, Thomas Rhodin, Martin Ševc, Nikos Tselios Angreifer: Per Bäcker, Jonas Höglund, Mathias Johansson, Mikael Johansson, Jörgen Jönsson, Emil Kåberg, Per Ledin, Jesper Mattson, Peter Nordström, Johan Olsson, Pavel Patera, Pelle Prestberg, Christian Söderström, Rickard Wallin Cheftrainer: Per-Erik Johnsson |

## Auszeichnungen
- Guldhjälmen (Most Valuable Player) – Andreas Karlsson, HV71
- Honkens trofé (bester Torhüter) – Johan Holmqvist, Brynäs IF
- Håkan Loob Trophy (bester Torjäger) – Tomi Kallio, Frölunda HC und Andreas Karlsson, HV71 (beide 26 Tore)
- Årets nykomling – Nicklas Bäckström, Brynäs IF
- Guldpipa (bester Schiedsrichter) – Thomas Andersson, Gävle